# Lasioptera dioscoreae
Lasioptera dioscoreae är en tvåvingeart som beskrevs av Nikolai Vasilevich Kovalev 1967. Lasioptera dioscoreae ingår i släktet Lasioptera och familjen gallmyggor. Inga underarter finns listade i Catalogue of Life.